# QUORUM
QUORUM（クオラム）は、日本のロックバンドである。

## 概要
アメリカンロックを基盤に、その研ぎ澄まされたスキルと音楽性で、一躍シーンの注目を浴びるバンド。
2012年に結成し、2014年は「TOKYO LIVE JACK100」と銘打って都内近郊のライブハウスを中心に、100本を超えるLIVEを遂行。2015年は初のアメリカツアー敢行。毎年3月にオースティンで開催されるSXSWに出演し、その後アメリカ9都市を周り、オーディエンスからは「こいつらは日本のレッド・ツェッペリンだ！」などと大絶賛を受ける。ボーカル浪岡真太郎は東京大学卒業で、Penthouseとしても活動。

## メンバー
- vo.浪岡真太郎
- g.北川遊太
- b.盆子原幸人
- dr.浪岡健司郎

### 元メンバー
- dr.石堂光
- dr.石川達也

### 関連アーティスト
- AYASA（北川遊太、浪岡健司郎）
- 大黒摩季（北川遊太、盆子原幸人）
- PENTHOUSE（浪岡真太郎）
- Silex（石川達也）

## 来歴

### ・結成
当時19才のギターの北川遊太（きたがわゆうた）が帰京。都内のライブハウスでソロで活動を始める。
ベーシストの飲み会にてベースの盆子原幸人（ぼんこばらゆきと）出会う。ロン毛でポールスタンレーのTシャツ、革パン姿の盆小原を一目見て気に入り、スタジオに入る。
その後ドラムの石堂光（いしどうひかる）を加えてトリオバンドREDRUMを結成。
2012年セッションドラマーとしての活動を望む光が脱退。ドラマーに石川達也（いしかわたつや）を迎え、またバンドとしてもヴォーカリストを探す。
2月、石堂の高校の後輩で地元の高校生バンドでヴォーカルをしてい浪岡真太郎の東京大学入学・上京が決まったため、石堂がバンドに浪岡を紹介。4人体制での活動がスタート。後にバンド名もQUORUMとする。

### ・2013年
当時、日本の若いバンドではめったになかったブルースロックという音楽性、目を見張る演奏力とセンス、平均年齢22才という若さ、粒揃いのルックスに加え、ヴォーカル浪岡真太郎が現役の東大生とあって、都内のライブシーンで話題になり始める。
この頃に2曲入りのデモCD『QUORUM／TENNESSEE』をライブ会場で無料配布。
2013年12月MV『QUORUM』が公開。ハードロックファンを中心に話題を集める。

### ・2014年
2月19日 インディーズレーベルから5曲入りミニアルバム「QUORUM」発売。
プロモーションの一貫として、３曲ずつ収録された通称『赤盤』『青盤』と呼ばれるCDも全国のライブバーなどで無料配布された。
この年「TOKYO LIVE JACK100」と銘打って都内近郊のライブハウスを中心に、100本を超えるLIVEを遂行。
10月26日 にはカナダのハードロックバンド「ANVIL」の来日公演のオープニングアクトを務める。

11月29日 「ROCK SUMMIT 2014」に浪岡真太郎が出演。 IAN PAICE(Deep Purple) 、山本恭司（VOWOW／WILD FLAG）らと共演する。
12月22日　ブルースロックギタリストichiroらによるイベント『BLUES ROCK NIGHT 2014』に出演。このイベントには稲葉浩志（B'z）のソロ・ツアーのサポートもつとめていたギタリストDuran（内藤デュラン晴久）、ドブロでブルースを弾き語る女性シンガーChihanaなども秋つ円していた。
年末には100本ライブの集大成として当時高円寺にあったライブハウス『Mission's』にて２夜連続のワンマンライブを開催するなど飛躍の年であったが、100本目のライブを最後にドラム石川達也が脱退。

### ・2015年
新ドラマーに浪岡真太郎の実弟である浪岡健司郎が加入。当時まだ高校２年生であった。
3月には2015年は初のアメリカツアー敢行。毎年3月にオースティンで開催されるSXSWに出演し、その後アメリカ9都市を周る。
(Austin / Chicago / Columbus / NY / Athens / Denver /LA / SanDiego / SF)
オーディエンスからは「こいつらは日本のレッド・ツェッペリンだ！」などと大絶賛を受ける。
また、ブルースロックファンには人気のカナダのヴォーカリストSass JordanがMV『QUORUM』を観てTwitterで賞賛した。
11月には２作目のMV『Limousine』を公開。

### ・2016-2018年
3月11日に12曲入りの1stフルアルバム『FOXHOLE』を配信限定でリリース。
前作に比べソウルフルなナンバーやオルガンのアレンジなども加え、音楽性の広がりを見せた。
この年からギターの北川、ベースの盆子原、ドラムの浪岡健司郎は大黒摩季やバイオリニストAYASAなどプロとしてのミュージシャン活動も始める。

### ・2019年
浪岡真太郎がシティポップバンド『PentHouse』の活動を開始。オリジナルに加え様々な楽曲をアレンジしたカヴァー曲の動画を配信。
10月、QUORUMとして3年ぶりのMV『Mad Jab』が公開。
11月27日２枚組のミニアルバム『Skinny Top』と『Jeans Bottom』が発売される。

## ディスコグラフィ
| 発売年          | 形式                  | タイトル     | 収録曲 |
| --------------- | --------------------- | ------------ | --- |
| 2014年 2月19日  | EP ・CD ・配信        | QUORUM       | 1.QUORUM 2.DANGER 3.TENNESSEE 4.LIMOUSINE 5.３J |
| 2016年 ３月11日 | ALBUM ・配信          | FOXHOLE      | 1.Before Losing 2.Patience 3.Live Lonely 4.Shi Ain't Just a Woman 5.Across The Bridgr 6.Fuse 7.Husu 8.This Morning 9.Drink It Up 10.To Universe 11.Foxhole |
| 2019年 11月27日 | ミニALBUM ・CD ・配信 | Skinny Top   | 1. Introduction 2. Mad jab 3. Nowhere to go 4. I can feel 5. Outta my bady 6. U want it                                                                    |
| 2019年 11月27日 | ミニALBUM ・CD ・配信 | Jeans Bottom | 1. Fire 2. Slaves of blues 3. Waiting for my down to come 4. Get it on 5. the world just keep on turning                                                   |